# Морони, Джованни Баттиста
Джова́нни Батти́ста Моро́ни, также Джамбаттиста Морони (итал.  Giovanni Battista Moroni, ок. 1522, Альбино, провинция Бергамо — 5 февраля 1578, Бергамо) — итальянский художник, один из крупнейших портретистов XVI в.

## Биография
Сын архитектора, учился у Алессандро Бонвичино (Моретто) в Брешии. Работал в Тренто, Бергамо (в конце 1540-х гг), Альбино, Вероне, Милане. Два кратких срока пребывания Морони в Тренто совпали с двумя заседаниями Тридентского собора (1546—1548 и 1551—1553), к этому периоду относятся работы художника в алтаре собора Санта-Мария Маджоре в Бергамо. Тогда же он познакомился с Тицианом (легенда XIX в. об ученичестве у Тициана в настоящее время не подтверждается). Испытал влияние Лоренцо Лотто и Джироламо Савольдо. Был в Бергамо весьма востребованным портретистом. В портретах стремился запечатлеть движение жизни в удачном повороте головы, живом взгляде, жесте своих моделей, что будет впоследствии использовано в европейском портретном искусстве XVII в.

## Ученики и влияние
Среди его учеников — Джованни Паоло Каванья, он оказал воздействие на фра Гальгарио и Пьетро Лонги.

## Наследие
Лучшей коллекцией работ Морони располагают Лондонская Национальная галерея и галерея Уффици, его вещи хранятся и во многих других музеях мира.

### Полотна
- «Мужской портрет», начало 1550-х, Эрмитаж, Санкт-Петербург;
- «Скульптор Алессандро Витториа», 1552—1553, Музей истории искусства, Вена;
- «Граф Секко-Суарди», 1563, Галерея Уффици, Флоренция;
- «Мужчина в чёрном», 1576, Музей, И.Гарднер, Бостон;
- «Мужской портрет», ок.1558, Национальная галерея, Лондон;
- «Портрет четы Спино», 1570-е, Галерея академии Каррара, Бергамо.

## Галерея
- Портной, ок. 1570-1575, Лондонская национальная галерея
- Донатор, молящийся Богоматери, ок. 1560, Национальная художественная галерея, Вашингтон
- Джованни Пьетро Маффеи (1533-1603), преподаватель риторики в университете Генуи, ок. 1560-65, Бергамо
- Алессандро Виттори, 1552, Бергамо